# دنطوان
الدنطوان أو خافور أو الدَّنتونية (الاسم العلمي: Danthonia) هو جنس من النباتات يتبع الفصيلة النجيلية من رتبة القبئيات.

## أنواع الدنطوان
- دنطوان ألبي
- دنطوان باري
- دنطوان بوليفي
- دنطوان تشياباسي
- دنطوان تشيلي
- دنطوان جانبي الأزهار
- دنطوان جذموري
- دنطوان حريري
- دنطوان دومينيكاني
- دنطوان سنبلي
- دنطوان كاليفورني
- دنطوان متوسط
- دنطوان مضغوط
- دنطوان متغضن
- دنطوان مفترش
- دنطوان مونتفيديوي